# محمد النمر
محمد باقر النمر  ناشط سياسي سعودي ورئيس تحرير مجلة الواحة الفصلية المهتمة بالثقافة والتاريخ والتراث. ولد في مدينة القطيف بتاريخ 23 ديسمبر 1963 بدأ نشاطه السياسي في وقت مبكر من حياته وأخذ نشاطه الإعلامي يتصاعد عندما بدأ يظهر على وسائل الإعلام المحلية والعربية والعالمية للتحدث عن قضية شقيقه نمر النمر وقضية ابنه علي النمر واُعتُقِل محمد النمر يوم صدر حكم إعدام شقيقه في 15 أكتوبر 2014 وافرج عنه في 1 نوفمبر 2014 واُعتُقِل مرة أخرى في أكتوبر 2015 لفترة قصيرة قبل أن يفرج عنه
يتضح من خطابه السياسي والإعلامي وتغريداته على صفحته في تويتر  وكذلك على الفيسبوك أنه ينتهج نهجاً سياسياً سلمياً ووطنياً وهو من المطالبين بالإصلاحات في السعودية.

## أسرته
من الاسر العربية التي تقطن الجزيرة العربية يعتبر أحد أجداده هو آية الله  الشيخ محمد بن ناصر النمر من قادة تمرد العوامية 1926 - 1927 الذي حدث ضد حكومة عبد العزيز آل سعود .